# Grotte du Chaos (France)
Pour l’article homonyme, voir Chaos.
La grotte du Chaos est une grotte située sur le territoire de la commune de Gondreville (54), en rive droite de la Moselle. Sa formation est antérieure à la période de la capture de la Moselle par la Meurthe.
C'est la plus grande grotte du département de Meurthe-et-Moselle, pour ce qui est du développement connu, et elle occupe le 8e rang pour la profondeur dans ce département.

## Historique
Explorée dès 1935 par M. le professeur Stéphane Errard (°1907 - †1983) et identifiée alors sous le nom de carrière Jean Doc (ou Jean Docque) cette grotte est redécouverte en 1957 par Michel Louis (°1937 - †2001). L'ensemble des clubs de la région participent à faire progresser la connaissance de cette cavité, dont l'USAN en 1962-1963. L'exploration et la découverte de nouvelles galeries se poursuivent jusqu'en 1999 où une seconde entrée est ouverte afin de permettre d'éviter de passer par l'entrée historique qui s'effondre lentement.

## Protection
La grotte sert de gîte à plusieurs espèces de chauves-souris (petit rhinolophe, grand rhinolophe et grand murin). Elle fait partie du site Natura 2000 FR4100178 - Vallée de la Moselle du fond de Monvaux au vallon de la Deuille, ancienne poudrière de Bois sous Roche. Ce site correspond à l'espace naturel sensible Vallée de la Moselle du Fond de Monvaux au vallon de la Deuille défini par le conseil général de Meurthe-et-Moselle.

## Classement spéléologique
L'ensemble de la cavité est de classe 1.